# アカデミー賞
アカデミー賞（、英: Academy Awards）は、アメリカ映画の健全な発展を目的に、キャスト、スタッフを表彰し、その労と成果を讃えるための映画芸術科学アカデミー（AMPAS）による映画賞で、オスカー（The Oscars）とも呼ばれる。その注目度や影響力から「映画界最高の栄誉」とされている。毎年2月末から3月初めにロサンゼルスのドルビー・シアターで授賞式が行われる。
授賞式前年の1年間にアメリカ国内の特定地域で公開された作品を対象に選考され、また映画産業全般に関連した業績に対して贈られる。前年の作品が対象となるため（第7回から）、2012年に開催されたアカデミー賞を2011年度などと表示することが慣例である。第1回アカデミー賞は、1927年8月1日から1928年8月1日までに公開された映画がノミネート対象となっている。
なお、テレビ中継はアメリカの放送局、ABCにて放送され、Huluで生配信される。日本ではNHK BSにて授賞式の模様を生中継し、その翌日にWOWOWオンデマンドにて字幕版を配信、後日総集編がNHK総合テレビにて放送される。

## 概要
「アメリカ映画の祭典」という冠詞を付けられることが多い事からも分かるとおり、基本はアメリカ映画を対象とした映画賞であり、作品の選考対象も「1年以内にロサンゼルス地区で上映された作品（詳細は後述）」と比較的狭義である。
しかし、その注目度と世界三大映画祭よりも古い歴史を持つ賞であるため、「世界で最も権威のある映画賞」として知られており、マーケットへの影響力は国際映画祭の各賞以上に大きく、受賞結果が各国の興行成績に多大な影響を与える。
受賞すると、賞の名称を刻印したオスカー像と呼ばれる金メッキの人型の彫像が贈られ、賞金の類は一切付与されない。
毎年11月に予備選考が行われ、翌年の1月にノミネートが発表される。その後、映画芸術科学アカデミー会員の投票が行われ、2月の最終日曜もしくは3月の第一日曜に授賞式が行われることが多い（第92回の開催は2020年2月9日）。
アメリカでは非常に注目度の高いイベントの一つであり、1998年には歴代最高視聴者数5520万人を記録したが、その後は下降線をたどっている。2020年の視聴者数は過去最低の2360万人だった。

## 沿革

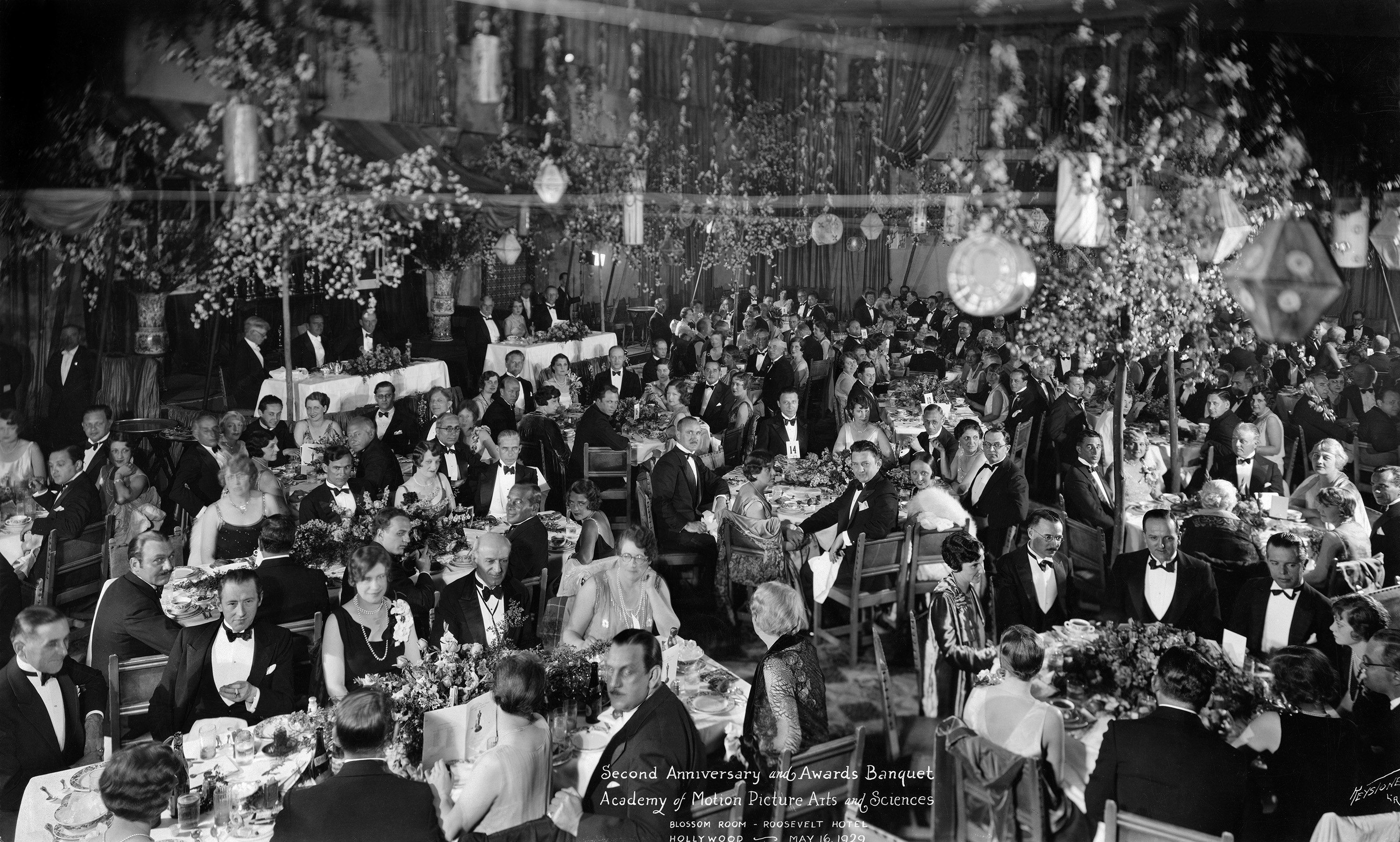
最初のアカデミー賞の授与（1929）

もともとアカデミー賞の授賞式は1927年5月に設立された「映画芸術科学アカデミー」の夕食会の一環として始まった。第1回は1929年5月16日にロサンゼルスにあるハリウッド・ルーズベルト・ホテルで行われた夕食会の際に舞台上で、3カ月前にロサンゼルス・タイムズで発表された受賞者を招待して賞を贈与した。当初はオスカー像という名称ではなく、同様のデザインを施したトロフィーが贈られた。
第1回授賞式で、『第七天国』で女優賞を受賞したジャネット・ゲイナーによれば、「これからも互いにいい仕事をして頑張りましょうという程度の、ちょっとした内輪の集まりだったのよ」と当時の様子を振り返っている。授賞式は15分程度で簡単に済まされていた。
第2回から地元ラジオ局により実況が開始され、第17回から全国放送となった。エンタテインメント色が色濃くなったのはアメリカが第二次世界大戦に参戦した1942年以降で、前線にいた兵士達の耳を喜ばせるためだったという。
テレビ中継が開始されたのは第25回の授賞式から。中継を担当したのはNBCであった。当時の視聴率はNBC開局以来の高記録であった。現在はABCが中継している。
授賞式会場は、2回目以降はロサンゼルス市街のアンバサダー・ホテルやビルトモア・ホテル（Biltmore Hotel）が使用され、晩餐会形式で執り行われた。回を増すごとにスケールが拡大していき、やがて収容人数の多い映画館で行われるようになった。第74回からは現行のドルビー・シアター（旧コダック・シアター）で行われている。ドルビー・シアターとは10年の契約であり、現在のアカデミー会員数はすでに収容人数の5800人を超えているため、手狭になるのも時間の問題であるといわれている。

## 名称
「Academy Awards」は日本・アメリカ合衆国他において商標登録されている。
日本
日本において「アカデミー賞」は商標登録が行われているが、登録したのは映画芸術科学アカデミーではない。日本アカデミー賞は映画芸術科学アカデミーから正式な承諾を得ており、「日本アカデミー賞」という表記は商標登録もされている。音楽之友社は「レコード・アカデミー大賞」という名前でレコードの賞を認定している。

## 選考
選考はアメリカの映画産業従事者の団体、映画芸術科学アカデミー（AMPAS）の会員の無記名投票が行われ、所定の賞を授与される。

### 基準
アカデミー賞は、原則として前年の1年間にノミネート条件（ロサンゼルス郡内の映画館で連続7日以上の期間で最低1日に3回以上上映されていて、有料で公開された40分以上の長さの作品で、劇場公開以前にテレビ放送、ネット配信、ビデオ発売などで公開されている作品を除く、など）を満たした映画作品について扱われる。
なお、「劇場公開以前にテレビ放送などで公開されていない」という基準については、かつて『Shall we ダンス?』が米国内での公開前に日本国内で日本テレビ系列でテレビ放映されたことが原因でノミネート対象から外されたことがあるなど、基準が曖昧な時期があったが、現在は米国外ですでに公開されている映画については「映画が最初に公開されてから90日間、劇場公開以外の方法で公開されていない」「ロサンゼルスでの劇場公開の前に米国内で劇場公開以外の方法で公開されていない」の2条件を満たすことが要件とされている。
また、長編アニメ賞、国際長編映画賞、ドキュメンタリー映画賞、短編映画賞など、賞によっては独自のノミネート条件を設けているものがある。詳細はそれぞれの賞の記事を参照のこと。
前述の通り、ロサンゼルス郡内の映画館にて上映をしなかったり、インターネットで配信した作品については選考の対象外であるが、2020年に世界各地で流行が拡大した新型コロナウイルス感染症（COVID-19）による影響で映画館が一時閉鎖になっていることを受けて、2021年4月に開催の第93回についてはロサンゼルス郡に加え、ニューヨーク州ニューヨーク、カリフォルニア州サンフランシスコ/ベイエリア、イリノイ州シカゴ、フロリダ州マイアミ、ジョージア州アトランタの映画館にて上映された作品についてもノミネートの条件にすること、当初劇場での公開が予定されていたが、映画館閉鎖の影響でやむを得ず、ドライブインシアター（前述6都市のうち、いずれか1都市）での上映やビデオ・オン・デマンドなど、インターネットでの配信に切り換えた作品についても特例として選考の対象とすることを2020年4月と同年10月に発表した。
2014年度（第87回）と2015年度（第88回）にノミネートされた演技部門の対象者が全員白人だったことが物議を醸し、「白すぎるオスカー」などと批判された。これらの批判を受けて、2023年度（第96回）からは作品賞にノミネートされる条件として、主要出演者にマイノリティーを起用、または出演者・スタッフの3割以上においてマイノリティーを起用するなど、4項目中で最低2項目の基準を満たす作品が対象になることが2020年に発表された。
2024年度（第97回）からは作品賞について、ノミネート条件が改正され、初公開から45日以内に全米トップ50都市のうち、10都市の映画館で最低14日間は上映しなければならなくなった。

### 選出
投票権を持つ映画芸術科学アカデミー会員は、大部分がハリウッドの業界関係者による編成であり、新聞記者や映画評論家など公平な立場で判断できる分野の会員が少ないのが特徴。各賞の投票についても、例えば「アカデミー監督賞」であればハリウッドで働く映画監督の会員がノミネート作品選定に投票するなど、賞に応じた業務に携わる会員が担当する（もっとも、作品賞のノミネートおよび各賞ノミネート発表後の本選の投票は全会員が行うことができるので、最終的には各部門に携わる者以外の意向が結果に反映される）。

### 情報管理
最終投票は授賞式の一週間弱前に締め切られ集計されるが、結果は厳重に封印されて、大手会計事務所のプライスウォーターハウスクーパース（PwC）の金庫に保管され、結果書類は当日、事務所の職員2人が授賞式会場に直接持ち込む（生中継では、会場に入っていく会計事務所の職員が映されることもある）。賞の授与担当プレゼンターがステージで開封するまでは、外部へは一切知らされない。
受賞結果について、当初は報道の関係上マスコミには事前通達してあったが、1939年に『風と共に去りぬ』が作品賞を受賞した際に、一部新聞が主宰者との協定を破って前日に抜け駆け報道をしたため、翌年よりPwCの管理するシステムとなり、今日に至る。

### 特色と現状
アカデミー賞はハリウッドの映画関係者が選考を行うことから、各賞の選出については、アメリカの国情や世相などが色濃く反映され、必ずしも芸術性や作品の完成度の高さでは選ばれない。例えばカンヌ国際映画祭などの著名な国際映画祭で大賞を受賞した作品が、アカデミー賞ではノミネートされないことがある。ゆえに、どうしても選出作品の足並みが揃ってしまう他の国際映画祭では見られない、独特の傾向と盛り上がりを見せる映画賞である。

## 授賞式

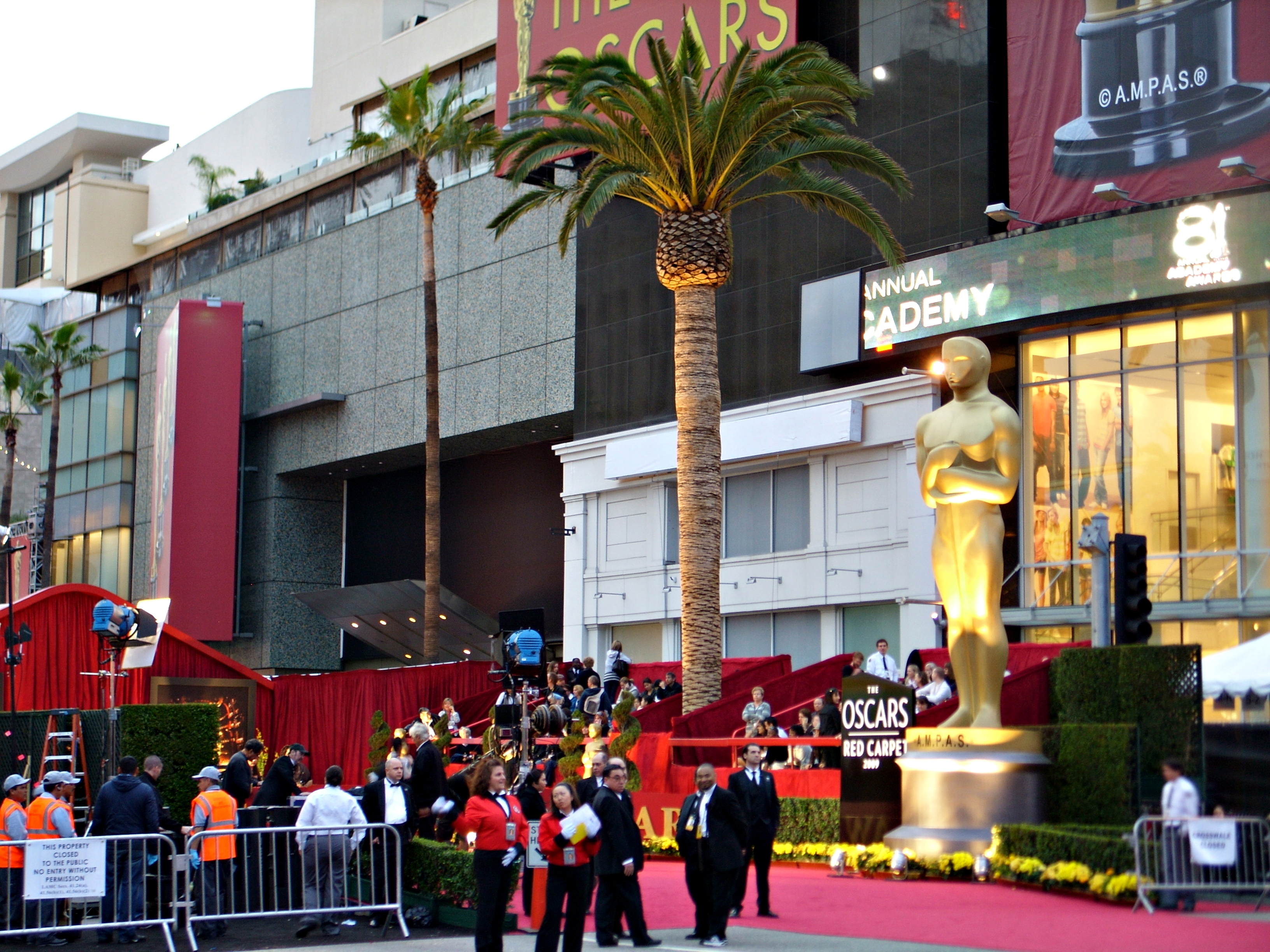
第81回授賞式

### 式典
授賞式は毎年2月の最終もしくは3月の第1日曜日にハリウッドのドルビー・シアターで行われる。会場前を通るハリウッド大通りは、ドルビーシアターを中心に東はカフエンガ通りから西はラ・ブレア通りまで、東西計1マイル（1.6km）程度にわたり、授賞式当日午前からほぼ1日中、招待状を持つ関係者およびロサンゼルス市警察関係以外の車両は一切通行止めとなる。特に会場へ到着するリムジンなどの下車場所となる東側のハイランド通りとの交差点付近からシアター前までの通路は赤い絨毯で装飾されるため、一般に「レッドカーペット」とも呼ばれている。
出席は招待客のみで、チケットの販売は行われておらず、それ以外の客は出席できないので、15時頃までであれば、先述のハイランド通りとの交差点東側まで近寄ることはできるが、交差点手前50m程度の位置で警察官によるセキュリティチェックが行われ、ナイフなど不審物を持つ者は通過が許されない。また交差点付近各方向10m程度の幅はフェンスに設置された黒幕で覆われており、レッドカーペット付近を最短距離で直接見ることは難しい。なお15時以降からは招待客の到着が活発化するため、それ以上の交差点以降の立ち入り自体を一切禁止する。
演技部門のプレゼンター（賞の授与者）は、基本的に前年度の受賞者が反対の性の賞（前年の主演男優賞受賞者が翌年の主演女優賞）に対して行うことが慣例となっている。支払われるギャランティはなく、あくまでも無償奉仕である。
第64回のケビン・コスナー、第66回のクリント・イーストウッド、第67回と第72回のスティーヴン・スピルバーグ、第68回のロバート・ゼメキス、第69回のメル・ギブソン、第80回のマーティン・スコセッシ、第83回のキャサリン・ビグロー、第91回のギレルモ・デル・トロ、第93回のポン・ジュノのように近年は監督賞プレゼンターを前年度の受賞者が担当している。

### 受賞スピーチ
スピーチは45秒以内と制限されている。これは、第15回に主演女優賞を受賞したグリア・ガースンが自分の生い立ちまで話し始めてしまい、実に5分半もスピーチしたためである。
以来、時間制限が導入され、退出を促すBGMも行われているが、第73回のジュリア・ロバーツ、第74回のハル・ベリー、第94回に国際長編映画賞を受賞した『ドライブ・マイ・カー』監督の濱口竜介など、感激のあまり制限を無視する人もいる。
第97回では、2度目の主演男優賞に輝いたエイドリアン・ブロディが、5分40秒のスピーチを披露し、グリア・ガースン以来82年ぶりにギネス世界記録を更新した。
第90回では、約35秒とこの日最もスピーチが短かった『ファントム・スレッド』の衣裳デザイナー マーク・ブリッジスに、KAWASAKIのジェットスキーとレイクハバスシティ旅行がプレゼントされた。

### 賞品
受賞者には受賞名が刻印されたオスカー像が贈られる。賞金や副賞はなく名誉のみが与えられる。ただしアカデミー賞効果で受賞作がヒットしロイヤリティ収入が増える、次回作での出演料が増える、といった形で結果的に受賞者の収入に影響が出る場合がある。
逆にノミネートされただけで賞を逃した人物には残念賞として、日本でいうところの福袋のようなものが与えられる。袋の中身は服飾品や旅行券、あるいは洗剤やシロップなど、その年によって異なる雑多な物品が入っており、その総額は数万ドル相当にも及ぶ。

### エピソード
- 平均的な授賞式の時間は約3時間半。最長記録は第72回の4時間3分。
- 授賞式の延期
  - 第10回 - 大雨と洪水により式典が1週間延期された。
  - 第40回 - 1968年4月4日、キング牧師の暗殺事件が発生。式典に出席予定だったルイ・アームストロング、シドニー・ポワチエらが葬儀に参列するため、2日延期された。
  - 第53回 - 1981年3月30日、第40代合衆国大統領ロナルド・レーガンの暗殺未遂事件が発生。式典で大統領のメッセージを流す予定だったため1日延期された。
  - 第93回 - 当初は2021年2月28日に予定していたが、新型コロナウイルス感染拡大防止のため4月25日に延期[22]。
- 第10回の授賞式で、舞台公演中だったために式典を欠席していたアリス・ブラディが助演女優賞を獲得した際、“代理人”と称する男性が壇上に上がりオスカー像を受け取ったが、この男性はブラディとは無関係で、そのまま像を持ち去ってしまったという。
- 第46回（1974年）授賞式の最中、全裸の男が壇上に乱入し、生放送が一時中断されるというハプニングが発生。司会のデヴィッド・ニーヴンが場を取り成したが、2002年の授賞式で主演男優賞に選ばれたエイドリアン・ブロディが、同賞プレゼンターのハル・ベリーと熱烈なキスをする場面が放送されたこと、あるいは2004年2月に第38回スーパーボウルにおいてジャネット・ジャクソンが生放送で歌っている最中に胸を露出する[注 7]といった不祥事があったため、2005年の中継からは5秒遅らせて放送されている。
- 第89回（2017年）作品賞の発表の際、作品賞のプレゼンターは『俺たちに明日はない』の50周年を記念してウォーレン・ベイティとフェイ・ダナウェイがプレゼンターを務め、ステージに立った。封筒を開けるとベイティは受賞者の発表をためらい、直後にダナウェイに見せると彼女は『ラ・ラ・ランド』の勝利を宣言した。しかしながら『ラ・ラ・ランド』のプロデューサーがステージに上がって受賞スピーチを始めると、オスカーのスタッフが駆け寄り、封筒を取り上げて「作品賞はムーンライト、これは演出ではない」と言い、発表に間違いがあったことを説明した。『ラ・ラ・ランド』のプロデューサーの1人であるフレッド・バーガーが「どうやら我々は負けだったようだ」と述べてスピーチを締めくくり、同じくプロデューサーのジョーダン・ホロウィッツにマイクが戻って本当の受賞作が『ムーンライト』であることが発表された。ホロウィッツは正しい受賞作が記されたカードをカメラに示した。そして再びベイティがマイクの前に立ち、誤って『ラ・ラ・ランド』の主演女優賞のエマ・ストーンのカードを読み上げてしまったと説明した。短い混乱の後、改めて『ムーンライト』のプロデューサーたちが受賞スピーチを行った。
- 第94回（2022年）授賞式の最中、長編ドキュメンタリー映画賞のプレゼンターとして登壇したコメディアンのクリス・ロックが脱毛症であることを公表している女優のジェイダ・ピンケット・スミスを侮辱する発言をしたため、夫で俳優のウィル・スミスが壇上に上がり、ロックに平手打ちをする騒ぎが発生。アメリカ国内において番組を生中継していたアメリカン・ブロードキャスティング・カンパニー（ABC）は放送を一時中断する事態になった[36][37][38]。
- 第96回（2024年）のテレビ中継について、2024年9月に行われた第76回プライムタイム・クリエイティブ・アート・エミー賞の授賞式において、バラエティ・スペシャル（生放送）部門を受賞した。アカデミー賞の授賞式中継がエミー賞を受賞するのは1991年に前身部門となるバラエティ・音楽・コメディ番組部門にて受賞して以来、33年ぶりとなった[39][40]。

## 種類
賞はいくつかの部門に分かれている。「大賞」はない。

### 部門
- 作品賞 (Academy Award for best picture of the year, 1928 - )
  - 初期はドラマ部門、喜劇部門など、現在のゴールデングローブ賞のように、内容によって分かれていた。当初はノミネートが10作品選出されたが、第17回（1944年）から5本選考となり、第82回（2009年）からは再び10作品選考となる。その後、第84回（2011年）には会員の投票の5パーセント以上の得票率を得た作品の中から5本から10本の間で選ばれるようルールが変更された。
- 監督賞 (Academy Award for Achievement in cinematic direction, 1928 - )
- 主演男優賞 (Academy Award for Performance by an actor in a leading role, 1928 - )
- 主演女優賞 (Academy Award for Performance by an actress in a leading role, 1928 - )
- 美術賞 (Academy Award for Best Production Design, 1928 - )
- 撮影賞 (Academy Award for Best Cinematography, 1928 - )
- 脚色賞 (Academy Award for Writing Adapted Screenplay, 1928 - )
- 音響賞 (Academy Award for Best Sound 1930 - )
- 短編アニメ賞 (Academy Award for Animated Short Film, 1931 - )
- 歌曲賞 (Academy Award for Best Original Song, 1934 - )
- 作曲賞 (Academy Award for Original Music Score, 1934 - )
- 編集賞 (Academy Award for Film Editing, 1935 - )
- 助演男優賞 (Academy Award for Best Supporting Actor, 1936 - )
- 助演女優賞 (Academy Award for Best Supporting Actress, 1936 - )
- 視覚効果賞 (Academy Award for Visual Effects, 1939 - )
- 脚本賞 (Academy Award for Writing Original Screenplay, 1940 - )
- 国際長編映画賞 (Academy Award for Best International Feature Film, 1947 - )
- 衣裳デザイン賞 (Academy Award for Costume Design, 1948 - )
- 短編映画賞 (Academy Award for Best Live Action Short Film, 1974 - )
- 長編ドキュメンタリー賞 (Academy Award for Best Documentary Feature, 1980 - )
- 短編ドキュメンタリー賞 (Academy Award for Best Documentary Short Subject, 1980 - )
- メイクアップ&ヘアスタイリング賞 (Academy Award for Best Makeup and Hairstyling, 1981 - )
- 長編アニメ賞 (Academy Award for Best Animated Feature, 2001 - )

撮影賞・美術賞（当時の呼称は室内装置賞）・衣裳デザイン賞はカラーと白黒で部門分けされていた時期がある。第30回（1957年度）に一本化されたが、撮影賞は第31回（1958年度）に、美術賞と衣裳デザイン賞は第32回（1959年度）に二分化された。第40回（1967年度）から全てが一本化された。

### 特別賞
アカデミー理事会（Board of Governors）から授与される賞。アカデミー会員からの投票で選ばれるノミネート方式とは違い、理事会における投票や裁量、理事会への推薦によって贈与される賞全般を指す。毎年必ず選出されるわけではなく、該当者が存在する場合に設定されている。これらの賞に定まった名称がなかった時代は、単に特別賞（Special Award）として贈与されたり、後に名誉賞（Honorary Award）として贈与されるようになったものもある。なお、特定の条件を満たした者は、特別賞枠内に設定された下記のような特定の賞が贈与される。
- 功労に関わる以下の3賞はアカデミー賞の授賞式からは独立して、2009年よりガバナーズ賞（英語版）の式典で表彰が行われる[50][注 12]。授与される各賞はオスカー名誉賞（Honorary Oscar[52]
[53]）とも呼ばれる[54][55]。
  - アカデミー名誉賞 - 生涯の功労、映画芸術と科学への貢献、アカデミーへの寄与に対して授与される[46]。
  - ジーン・ハーショルト友愛賞 - 人道的な活動が映画業界に信用をもたらした人物に贈られる[56]。
  - アービング・G・タルバーグ賞 - 品質の高い映画製作を続ける創造的なプロデューサーに贈られる[44]。
- アカデミー特別業績賞[注 13]
- アカデミー科学技術賞 - アカデミー賞の授賞式とは別に開催され、映画芸術への科学と技術的な成果に対して贈られる[47]。
  - 科学技術功労賞[58][59] - 以前の名称はジョン・A・ボナー賞（英語版）。科学技術賞の式典で授与される名誉賞で[46]、映画産業への貢献が認められる人物に表彰メダルが贈られる[60][61]。
  - 科学技術生涯功労賞[58][59] - 旧称、ゴードン・E・ソーヤー賞。映画産業に影響を与える技術的な貢献に対して贈られる名誉賞で、科学技術賞の式典で授与される[62]。

### 提案された部門
スタント・コーディネーターのジャック・ギルは1991年からスタントマン賞の設立を嘆願しており、ヘレン・ミレンも設立を訴えている。
ほかにキャスティング・ディレクターを表彰するキャスティング部門が提案され、2018年には幅広い映画ファンの人気に応える、ポピュラー映画部門（Best Popular Film）の新設が発表されるが、見送られた。
キャスティング賞については、2025年度の第98回アカデミー賞から新設されることが発表された。またスタント部門についても、アカデミーと新設に向けた話し合いが持たれていると、スタントマンで監督のチャド・スタエルスキが明かしている。

## 英語以外の映画の扱い
アカデミー賞は「米映画の祭典」と銘打ってはいるものの、前記ノミネート条件を満たしていれば、英語音声以外で公開される映画（アメリカ以外の国で製作された映画を含む）であっても作品賞を含む本賞にノミネートされたり、あるいは受賞したりということは可能である。（但し実際には、ハリウッドの関係者が選出するというシステム上、純粋な外国映画はノミネートはされても受賞に至ったことは少ない。）
前記ノミネート条件を満たしていないアメリカ国外制作の非英語作品の場合は、各国の映画産業が映画芸術科学アカデミーに推薦する形で「国際長編映画賞」にエントリーされる。
国際長編映画賞の従来の名称は「外国語映画賞」であり、その前身で最初の表彰になるのが、1947年度の第20回で「特別賞」に選出されたイタリア映画の『靴みがき』。もっとも、この時点で「外国語映画賞」という賞は存在せず、前述の理事会が選ぶ「特別賞」の一つという扱いであった。本作の選出理由は、「敗戦国であるイタリアが、創造精神を駆使して、敗戦の逆境を跳ね返す作品を作り出したこと」であった。
翌年の1948年度（第21回）に「この年にアメリカ国内で公開された、最も優れた外国語映画」という理由付けで、フランス映画『聖バンサン』が「特別外国語映画賞」に選出され、外国語映画賞の母体的な選考理由がここに初めて誕生。以後同選考基準によって、米国内で公開された優れた外国語映画が1本、選出されるようになり、1950年度（第23回）からは「名誉外国語映画賞」という名称で授与された。
特別賞や名誉賞の一つとして行われていた外国語映画の表彰が、「外国語映画賞」という独立した部門になったのは1956年度（第29回）からで（受賞作はイタリア映画『道』）、同年度から各国推薦の作品を5本厳選してノミネートし、うち1本に賞を授与するという、現在のスタイルが完成した。
その後、映画製作の国際化や多様化に伴う情勢の変化を考慮して、2019年年度（第92回）から名称を現行の「国際長編映画賞」に変更している（選考内容に変化はない）。
国際長編映画賞が授与されるのは監督ではなく代表作品の選出国で、授賞式で監督は選出国を代表してオスカー像を受け取り、所有することが出来る。
出品作は実写の劇映画のみならず、アニメーションやドキュメンタリーも選考の対象になり、当該ジャンルの規定に沿った条件を満たしていれば、作品賞を始めそれら各賞（アニメーション、ドキュメンタリー）他の選考対象にもなりうる。

## 日本との関係
- この項目では、アカデミー賞において受賞を含めてノミネートされた日本映画や映画に関わった日本人などを主に記している。
- 以下の表では、アカデミー賞を受賞した作品には記号「(受賞)」を付しており、ノミネートに留まった作品は記号「(ノミ)」を付している。

| 年(回数)          | ノミネートされた各賞                   | ノミネートされた作品・人物                                                              | 特記事項 |
| ----------------- | -------------------------------------- | --------------------------------------------------------------------------------------- | --- |
| 1936年 （第9回）  | 美術賞(ノミ)                           | 『巨星ジーグフェルド』 - エディ今津（今津やすへい）                                     | エディ今津はMGMの美術監督。 |
| 1951年 （第24回） | 名誉賞(受賞)                           | 『羅生門』（黒澤明監督作）                                                              | 在ロサンゼルス日本政府在外事務所の吉田健一郎が代理で授賞式に出席した。 |
| 1952年 （第25回） | 美術賞(ノミ)                           | 『羅生門』 - 松山崇、松本春造                                                           | 当時映画雑誌の編集長を務めていた淀川長治が日本人として初めて授賞式に正式に招待される。 |
| 1954年 （第27回） | 名誉賞(受賞)                           | 『地獄門』（衣笠貞之助監督作）                                                          | |
| 1954年 （第27回） | 衣装デザイン賞(受賞)                   | 『地獄門』 - 和田三造                                                                   | |
| 1955年 （第28回） | 名誉賞(受賞)                           | 『宮本武蔵』（稲垣浩監督作）                                                            | |
| 1955年 （第28回） | 衣装デザイン賞(ノミ)                   | 『雨月物語』 - 甲斐荘楠音                                                               | |
| 1956年 （第29回） | 衣装賞(ノミ)                           | 『七人の侍』 - 江崎孝坪                                                                 | 『ビルマの竪琴』でプロデューサーの高木雅行がノミネート。外国語映画部門が創設された第29回は、プロデューサーもノミネート対象だった。『十戒』のアルバート野崎はパラマウント映画の美術監督。                                                                        |
| 1956年 （第29回） | 美術賞(ノミ)                           | 『七人の侍』- 松山崇                                                                    | 『ビルマの竪琴』でプロデューサーの高木雅行がノミネート。外国語映画部門が創設された第29回は、プロデューサーもノミネート対象だった。『十戒』のアルバート野崎はパラマウント映画の美術監督。                                                                        |
| 1956年 （第29回） | 外国語映画賞(ノミ)                     | 『ビルマの竪琴』（市川崑監督作） - 高木雅行                                             | 『ビルマの竪琴』でプロデューサーの高木雅行がノミネート。外国語映画部門が創設された第29回は、プロデューサーもノミネート対象だった。『十戒』のアルバート野崎はパラマウント映画の美術監督。                                                                        |
| 1956年 （第29回） | 美術賞(ノミ)                           | 『十戒』 - アルバート野崎                                                               | 『ビルマの竪琴』でプロデューサーの高木雅行がノミネート。外国語映画部門が創設された第29回は、プロデューサーもノミネート対象だった。『十戒』のアルバート野崎はパラマウント映画の美術監督。                                                                        |
| 1957年 （第30回） | 助演女優賞(受賞)                       | 『サヨナラ』 - ナンシー梅木                                                             | |
| 1957年 （第30回） | 助演男優賞(ノミ)                       | 『戦場にかける橋』 - 早川雪洲                                                           | |
| 1961年 （第34回） | 外国語映画賞(ノミ)                     | 『永遠の人』（木下惠介監督作）                                                          | 三船敏郎主演のメキシコ映画、『価値ある男』がアカデミー外国語映画賞にノミネート。 |
| 1961年 （第34回） | 衣装デザイン賞(ノミ)                   | 『用心棒』 - 村木与四郎                                                                 | 三船敏郎主演のメキシコ映画、『価値ある男』がアカデミー外国語映画賞にノミネート。 |
| 1963年 （第36回） | 外国語映画賞(ノミ)                     | 『古都』（中村登監督作）                                                                | |
| 1964年 （第37回） | 外国語映画賞(ノミ)                     | 『砂の女』（勅使河原宏監督作）                                                          | |
| 1965年 （第38回） | 監督賞(ノミ)                           | 『砂の女』 - 勅使河原宏                                                                 | |
| 1965年 （第38回） | 外国語映画賞(ノミ)                     | 『怪談』（小林正樹監督作）                                                              | |
| 1966年 （第39回） | 助演男優賞(ノミ)                       | 『砲艦サンパブロ』 - マコ岩松                                                           | |
| 1966年 （第39回） | 作曲賞(ノミ)                           | 『天地創造』 - 黛敏郎                                                                   | |
| 1967年 （第40回） | 外国語映画賞(ノミ)                     | 『智恵子抄』（中村登監督作）                                                            | |
| 1970年 （第43回） | 撮影賞(ノミ)                           | 『トラ・トラ・トラ!』 - 佐藤昌道、姫田真左久、古谷伸                                    | |
| 1970年 （第43回） | 編集賞(ノミ)                           | 『トラ・トラ・トラ!』 - 井上親弥                                                        | |
| 1970年 （第43回） | 美術賞(ノミ)                           | 『トラ・トラ・トラ!』 - 村木与四郎、川島泰造                                            | |
| 1971年 （第44回） | 外国語映画賞(ノミ)                     | 『どですかでん』（黒澤明監督作）                                                        | |
| 1972年 （第45回） | 科学技術賞(受賞)                       | キヤノンの向井二郎、広瀬隆昌                                                            | 向井、広瀬の両氏は、映画用マクロズームレンズの開発による。 |
| 1975年 （第48回） | 外国語映画賞(受賞)                     | 『デルス・ウザーラ』（黒澤明監督作）                                                    | 『デルス・ウザーラ』は、ソ連代表として受賞。登山家の三浦雄一郎を描いた『エベレストを滑った男』が、カナダ映画として長編ドキュメンタリー賞を受賞。 |
| 1975年 （第48回） | 外国語映画賞(ノミ)                     | 『サンダカン八番娼館・望郷』（熊井啓監督作）                                            | 『デルス・ウザーラ』は、ソ連代表として受賞。登山家の三浦雄一郎を描いた『エベレストを滑った男』が、カナダ映画として長編ドキュメンタリー賞を受賞。 |
| 1976年 （第49回） | 科学技術賞(受賞)                       | キヤノンの鈴川博                                                                        | 「映画撮影用の超高速レンズ」 |
| 1978年 （第51回） | 科学技術賞(受賞)                       | シネファイ（CINE-FI）の関口喜一                                                         | ドライブインシアターで自動車のラジオ・アンテナにクリップでコードを繋いで音声を聴く、CINE-FIオート・ラジオ・サウンド・システムを開発。 |
| 1980年 （第53回） | 外国語映画賞(ノミ)                     | 『影武者』（黒澤明監督作）                                                              | |
| 1980年 （第53回） | 美術賞(ノミ)                           | 『影武者』 - 村木与四郎                                                                 | |
| 1981年 （第54回） | 外国語映画賞(ノミ)                     | 『泥の河』（小栗康平監督作）                                                            | 富士写真フイルム（現在の富士フイルムホールディングス）は、映画用高感度カラーネガフィルムの開発による。 |
| 1981年 （第54回） | 科学技術賞(受賞)                       | 富士写真フイルム                                                                        | 富士写真フイルム（現在の富士フイルムホールディングス）は、映画用高感度カラーネガフィルムの開発による。 |
| 1985年 （第58回） | 衣装デザイン賞(受賞)                   | 『乱』 - ワダ・エミ                                                                     | 『乱』は、衣装デザイン賞の受賞を含めて全4部門で候補になる。 |
| 1985年 （第58回） | 監督賞(ノミ)                           | 『乱』 - 黒澤明                                                                         | 『乱』は、衣装デザイン賞の受賞を含めて全4部門で候補になる。 |
| 1985年 （第58回） | 撮影賞(ノミ)                           | 『乱』 - 斎藤孝雄、上田正治、中井朝一                                                   | 『乱』は、衣装デザイン賞の受賞を含めて全4部門で候補になる。 |
| 1985年 （第58回） | 美術賞(ノミ)                           | 『乱』 - 村木与四郎、村木忍                                                             | 『乱』は、衣装デザイン賞の受賞を含めて全4部門で候補になる。 |
| 1987年 （第60回） | 作曲賞(受賞)                           | 『ラストエンペラー』 - 坂本龍一                                                         | 坂本は、デヴィッド・バーン、コン・スーとの共同で受賞。 |
| 1989年 （第62回） | 名誉賞(受賞)                           | 黒澤明                                                                                  | |
| 1990年 （第63回） | 科学技術賞(受賞)                       | 富士写真フイルム                                                                        | 富士写真フイルムは「カラーネガフィルムFシリーズ」。パナビジョンの宮城島卓夫は「映画撮影用の球面プライムレンズ、Primoシリーズ」。 |
| 1990年 （第63回） | 科学技術賞(受賞)                       | パナビジョンの宮城島卓夫                                                                | 富士写真フイルムは「カラーネガフィルムFシリーズ」。パナビジョンの宮城島卓夫は「映画撮影用の球面プライムレンズ、Primoシリーズ」。 |
| 1992年 （第65回） | 衣装デザイン賞(受賞)                   | 『ドラキュラ』 - 石岡瑛子                                                               | |
| 1995年 （第68回） | 科学技術賞(受賞)                       | ソニー                                                                                  | 「デジタルサウンドシステム、SDDSの設計と開発」に。 |
| 1998年 （第71回） | 短編ドキュメンタリー賞(受賞)           | 『パーソナルズ～黄昏のロマンス～』 - 伊比恵子                                           | 宮城島卓夫は「35mm映画用、Primoシリーズのレンズ」及び「アイピース レベラーの設計と開発」 |
| 1998年 （第71回） | 科学技術賞(受賞)                       | 宮城島卓夫（同時受賞）                                                                  | 宮城島卓夫は「35mm映画用、Primoシリーズのレンズ」及び「アイピース レベラーの設計と開発」 |
| 1998年 （第71回） | 科学技術賞(受賞)                       | 宮城島卓夫（同時受賞）                                                                  | 宮城島卓夫は「35mm映画用、Primoシリーズのレンズ」及び「アイピース レベラーの設計と開発」 |
| 1999年 （第72回） | ジョン・A・ボナー メダル賞(受賞)       | 宮城島卓夫                                                                              | ジョン・A・ボナー メダル賞は科学技術賞で授与される名誉賞の1つ。 |
| 2001年 （第74回） | 科学技術賞(受賞)                       | IMAGICAの塚田眞人、金子昌司、そして技術スタッフ。Nikonの藤江大二郎                      | 「65/35 マルチフォーマット・オプチカルプリンター」 |
| 2002年 （第75回） | 長編アニメ賞(受賞)                     | 『千と千尋の神隠し』 - 宮崎駿                                                           | |
| 2002年 （第75回） | 短編アニメ賞(ノミ)                     | 『頭山』 - 山村浩二                                                                     | |
| 2003年 （第76回） | 助演男優賞(ノミ)                       | 『ラスト サムライ』 - 渡辺謙                                                            | |
| 2003年 （第76回） | 外国語映画賞(ノミ)                     | 『たそがれ清兵衛』（山田洋次監督作）                                                    | |
| 2004年 （第77回） | ゴードン・E・ソーヤー賞(受賞)          | 宮城島卓夫                                                                              | Takuo "Tak" Miyagishima はパナビジョン社のエンジニア。科学技術賞で生涯5度目の表彰。 |
| 2005年 （第78回） | 長編アニメ賞(ノミ)                     | 『ハウルの動く城』 - 宮崎駿                                                             | 日本人キャストが多く出演している、日本が舞台のアメリカ映画『SAYURI』が撮影賞・美術賞・衣裳デザイン賞の三冠を獲得。 |
| 2006年 （第79回） | 助演女優賞(ノミ)                       | 『バベル』 - 菊地凛子                                                                   | アメリカ映画ではあるが、日本側の視点で硫黄島の戦いを描いた『硫黄島からの手紙』が音響編集賞の受賞を含め、作品賞・監督賞・脚本賞の4部門にノミネート。また、日本語による作品が外国語映画賞ではなく、作品賞候補になったのは史上初。                                 |
| 2006年 （第79回） | メイクアップ賞(ノミ)                   | 『もしも昨日が選べたら』 - 辻一弘                                                       | アメリカ映画ではあるが、日本側の視点で硫黄島の戦いを描いた『硫黄島からの手紙』が音響編集賞の受賞を含め、作品賞・監督賞・脚本賞の4部門にノミネート。また、日本語による作品が外国語映画賞ではなく、作品賞候補になったのは史上初。                                 |
| 2007年 （第80回） | 科学技術賞(受賞)                       | デジタル・ドメインの坂口亮                                                              | 坂口は、流体シミュレーション・システムの開発により共同で受賞。辻は、メイクアップ賞を2年連続でノミネート。 |
| 2007年 （第80回） | メイクアップ賞(ノミ)                   | 『マッド・ファット・ワイフ』 - 辻一弘                                                   | 坂口は、流体シミュレーション・システムの開発により共同で受賞。辻は、メイクアップ賞を2年連続でノミネート。 |
| 2008年 （第81回） | 外国語映画賞(受賞)                     | 『おくりびと』（滝田洋二郎監督作）                                                      | 『おくりびと』の受賞は、外国語映画賞が独立した賞となってからの日本映画の受賞として初。また、左記の日本の作品のダブル受賞は54年ぶり(第27回以来)。 |
| 2008年 （第81回） | 短編アニメ賞(受賞)                     | 『つみきのいえ』 - 加藤久仁生                                                           | 『おくりびと』の受賞は、外国語映画賞が独立した賞となってからの日本映画の受賞として初。また、左記の日本の作品のダブル受賞は54年ぶり(第27回以来)。 |
| 2009年 （第82回） | 科学技術賞(受賞)                       | 富士フイルムと同社の三木正章、西村亮治、細谷陽一                                        | 映画専用の高性能フィルム「ETERNA-RDI」の開発。高精細なデジタルマスターの映像を、より忠実にフィルムへ出力が可能に。 |
| 2011年 （第84回） | 科学技術賞(受賞)                       | 富士フイルムと同社の大関勝久、平野浩司、白井英行                                        | 映画を500年間に渡り長期保存を実現する デジタルセパレーション用黒白レコーディングフィルム「ETERNA-RDS」の開発。 |
| 2012年 （第85回） | 衣装デザイン賞(ノミ)                   | 『白雪姫と鏡の女王』 - 石岡瑛子                                                         | 石岡は、21年ぶり(第64回の受賞以来)2度目の衣装デザイン賞にノミネート。ノミネート時点で石岡は既に亡くなっていた。 |
| 2013年 （第86回） | 長編アニメ賞(ノミ)                     | 『風立ちぬ』 - 宮崎駿、鈴木敏夫                                                         | 日本人芸術家の篠原有司男夫妻を描いたアメリカのドキュメンタリー映画『キューティー&ボクサー』が長編ドキュメンタリー賞にノミネート。 |
| 2013年 （第86回） | 短編アニメ賞(ノミ)                     | 『九十九』 - 森田修平                                                                   | 日本人芸術家の篠原有司男夫妻を描いたアメリカのドキュメンタリー映画『キューティー&ボクサー』が長編ドキュメンタリー賞にノミネート。 |
| 2014年 （第87回） | 名誉賞(受賞)                           | 宮崎駿                                                                                  | 科学技術賞のソニーは、業務用HD有機ELマスターモニター（放送・上映前の映像を最終チェックするモニター）の開発。 |
| 2014年 （第87回） | 長編アニメ賞(ノミ)                     | 『かぐや姫の物語』 - 高畑勲、西村義明                                                   | 科学技術賞のソニーは、業務用HD有機ELマスターモニター（放送・上映前の映像を最終チェックするモニター）の開発。 |
| 2014年 （第87回） | 短編アニメ賞(ノミ)                     | 『ダム・キーパー』 - 堤大介、ロバート・コンドウ（共同監督作）                           | 科学技術賞のソニーは、業務用HD有機ELマスターモニター（放送・上映前の映像を最終チェックするモニター）の開発。 |
| 2014年 （第87回） | 科学技術賞(受賞)                       | ソニーの筒井一郎、武昌宏、田村光康、浅野慎                                              | 科学技術賞のソニーは、業務用HD有機ELマスターモニター（放送・上映前の映像を最終チェックするモニター）の開発。 |
| 2015年 （第88回） | 長編アニメ賞(ノミ)                     | 『思い出のマーニー』 - 米林宏昌、西村義明                                               | 科学技術賞の「MARI（The Foundry Mari ）」は、The Foundry社が提供する3Dペイントソフトウェア。中垣、Jack Greasley、Duncan Hopkins、Carl Randの4名に授与。 |
| 2015年 （第88回） | 科学技術賞(受賞)                       | 中垣清介「MARI」の開発                                                                  | 科学技術賞の「MARI（The Foundry Mari ）」は、The Foundry社が提供する3Dペイントソフトウェア。中垣、Jack Greasley、Duncan Hopkins、Carl Randの4名に授与。 |
| 2016年 （第89回） | 長編アニメ賞(ノミ)                     | 『レッドタートル ある島の物語』 - マイケル・デュドク・ドゥ・ヴィット、鈴木敏夫          | 「レッドタートル」は日仏共同制作作品。科学技術賞は、高画質のイメージセンサーを搭載し高精細な4Kをスクリーンで実現した、ソニーの自社開発 CineAlta（シネアルタ）「F65」。並びにパナビジョンと受賞したジェネシスの共同開発。                                        |
| 2016年 （第89回） | 科学技術賞(受賞)                       | ソニー。2つのデジタル映画カメラで同時受賞。                                             | 「レッドタートル」は日仏共同制作作品。科学技術賞は、高画質のイメージセンサーを搭載し高精細な4Kをスクリーンで実現した、ソニーの自社開発 CineAlta（シネアルタ）「F65」。並びにパナビジョンと受賞したジェネシスの共同開発。                                        |
| 2016年 （第89回） | 科学技術賞(受賞)                       | ソニー。2つのデジタル映画カメラで同時受賞。                                             | 「レッドタートル」は日仏共同制作作品。科学技術賞は、高画質のイメージセンサーを搭載し高精細な4Kをスクリーンで実現した、ソニーの自社開発 CineAlta（シネアルタ）「F65」。並びにパナビジョンと受賞したジェネシスの共同開発。                                        |
| 2017年 （第90回） | メイクアップ&ヘアスタイリング賞(受賞)  | 『ウィンストン・チャーチル/ヒトラーから世界を救った男』 - 辻一弘                        | 辻は、デヴィッド・マリノフスキ、ルーシー・シビックとの共同で受賞。 |
| 2017年 （第90回） | 短編アニメ賞(ノミ)                     | 『Negative Space』 - 桑畑かほる、マックス・ポーター（共同監督作）                       | 辻は、デヴィッド・マリノフスキ、ルーシー・シビックとの共同で受賞。 |
| 2018年 （第91回） | 外国語映画賞(ノミ)                     | 『万引き家族』 （是枝裕和監督作）                                                       | |
| 2018年 （第91回） | 長編アニメ賞(ノミ)                     | 『未来のミライ』 - 細田守、齋藤優一郎                                                   | |
| 2019年 （第92回） | メイクアップ&ヘアスタイリング賞(受賞)  | 『スキャンダル』 - カズ・ヒロ                                                           | カズ・ヒロ（辻一弘が米国籍に帰化）は2年ぶり2度目の受賞。アン・モーガン、ヴィヴィアン・ベイカーとの共同で受賞。 |
| 2020年 （第93回） | 科学技術賞(受賞)                       | 三研マイクロホンの小型ラベリアマイク COS-11シリーズ                                     | EIZOの4名は、カラーマネージメントモニター「ColorEdge CGシリーズ」の自動キャリブレーション技術。ほかに搭載されたデジタルユニフォミティ補正回路、SDKの提供など。                                                                                                  |
| 2020年 （第93回） | 科学技術賞(受賞)                       | EIZOの上野幸一、米光潤郎、作田淳治、中島賢人                                            | EIZOの4名は、カラーマネージメントモニター「ColorEdge CGシリーズ」の自動キャリブレーション技術。ほかに搭載されたデジタルユニフォミティ補正回路、SDKの提供など。                                                                                                  |
| 2021年 （第94回） | 国際長編映画賞(受賞)                   | 『ドライブ・マイ・カー』（濱口竜介監督作）                                              | 『ドライブ・マイ・カー』の作品賞と脚色賞ノミネートは邦画初。複数のノミネート（4部門）は黒澤明監督の『乱』以来。 |
| 2021年 （第94回） | 作品賞(ノミ)                           | 『ドライブ・マイ・カー』- 山本晃久                                                      | 『ドライブ・マイ・カー』の作品賞と脚色賞ノミネートは邦画初。複数のノミネート（4部門）は黒澤明監督の『乱』以来。 |
| 2021年 （第94回） | 監督賞(ノミ)                           | 『ドライブ・マイ・カー』 - 濱口竜介                                                     | 『ドライブ・マイ・カー』の作品賞と脚色賞ノミネートは邦画初。複数のノミネート（4部門）は黒澤明監督の『乱』以来。 |
| 2021年 （第94回） | 脚色賞(ノミ)                           | 『ドライブ・マイ・カー』 - 濱口竜介、大江崇允                                           | 『ドライブ・マイ・カー』の作品賞と脚色賞ノミネートは邦画初。複数のノミネート（4部門）は黒澤明監督の『乱』以来。 |
| 2022年 （第95回） | 脚色賞(ノミ)                           | 『生きる LIVING』 - カズオ・イシグロ                                                    | 日本映画『生きる』（黒澤明監督、黒澤明・橋本忍・小國英雄脚本）のリメイク作品。 |
| 2023年 （第96回） | 長編アニメ賞(受賞)                     | 『君たちはどう生きるか』 - 宮﨑駿、鈴木敏夫                                             | ジョン・レノンとオノ・ヨーコの曲「ハッピー・クリスマス（戦争は終った）」を原案とした『ウォー・イズ・オーバー!』が短編アニメ賞を受賞。 科学技術賞を受賞した日亜化学工業の5名は、映画館用レーザー投影システムの光源、青色・緑色レーザーダイオードの開発と普及に。 |
| 2023年 （第96回） | 国際長編映画賞(ノミ)                   | 『PERFECT DAYS』（ヴィム・ヴェンダース監督作）                                          | ジョン・レノンとオノ・ヨーコの曲「ハッピー・クリスマス（戦争は終った）」を原案とした『ウォー・イズ・オーバー!』が短編アニメ賞を受賞。 科学技術賞を受賞した日亜化学工業の5名は、映画館用レーザー投影システムの光源、青色・緑色レーザーダイオードの開発と普及に。 |
| 2023年 （第96回） | メイクアップ＆ヘアスタイリング賞(ノミ) | 『マエストロ: その音楽と愛と』 - カズ・ヒロ                                             | ジョン・レノンとオノ・ヨーコの曲「ハッピー・クリスマス（戦争は終った）」を原案とした『ウォー・イズ・オーバー!』が短編アニメ賞を受賞。 科学技術賞を受賞した日亜化学工業の5名は、映画館用レーザー投影システムの光源、青色・緑色レーザーダイオードの開発と普及に。 |
| 2023年 （第96回） | 視覚効果賞(受賞)                       | 『ゴジラ-1.0』 - 山崎貴、渋谷紀世子、高橋正紀、野島達司                                 | ジョン・レノンとオノ・ヨーコの曲「ハッピー・クリスマス（戦争は終った）」を原案とした『ウォー・イズ・オーバー!』が短編アニメ賞を受賞。 科学技術賞を受賞した日亜化学工業の5名は、映画館用レーザー投影システムの光源、青色・緑色レーザーダイオードの開発と普及に。 |
| 2023年 （第96回） | 科学技術賞(受賞)                       | 日亜化学工業の中津嘉隆、長尾陽二、平尾剛、森住知典、髙鶴一真                            | ジョン・レノンとオノ・ヨーコの曲「ハッピー・クリスマス（戦争は終った）」を原案とした『ウォー・イズ・オーバー!』が短編アニメ賞を受賞。 科学技術賞を受賞した日亜化学工業の5名は、映画館用レーザー投影システムの光源、青色・緑色レーザーダイオードの開発と普及に。 |
| 2024年 （第97回） | 長編ドキュメンタリー賞(ノミ)           | 『ブラック・ボックス・ダイアリーズ』 - 伊藤詩織、エリック・ニアリ、ハンナ・アクヴィリン | 『Instruments of a Beating Heart』の山崎エマ監督は、『ブラック・ボックス・ダイアリーズ』の編集も手掛けている。 |
| 2024年 （第97回） | 短編ドキュメンタリー賞(ノミ)           | 『Instruments of a Beating Heart』（en） - 山崎エマ、エリック・ニアリ                   | 『Instruments of a Beating Heart』の山崎エマ監督は、『ブラック・ボックス・ダイアリーズ』の編集も手掛けている。 |
| 2024年 （第97回） | 短編アニメ賞(ノミ)                     | 『あめだま』 - 西尾大介、鷲尾天                                                         | 『Instruments of a Beating Heart』の山崎エマ監督は、『ブラック・ボックス・ダイアリーズ』の編集も手掛けている。 |

## 日本関連の授賞式映像
Oscars 公式映像
授賞式
| 授賞式        | 映像 |
| ------------- | --- |
| 1951年 第24回 | 名誉賞（外国語映画）『羅生門』（黒澤明監督作） - 代理出席：吉田健一郎（在ロサンゼルス日本政府在外事務所） - プレゼンター：レスリー・キャロン、チャールズ・ブラケット |
| 1954年 第27回 | 名誉賞（外国語映画）『地獄門』（衣笠貞之助監督作） - 出席：永田雅一プロデューサー 衣裳デザイン賞『地獄門』（和田三造監督作） - 代理：永田雅一プロデューサー |
| 1955年 第28回 | 名誉賞（外国語映画）『宮本武蔵』（稲垣浩監督作） - 出席：ジュン・ツチヤ - プレゼンター：クローデット・コルベール |
| 1957年 第30回 | 助演女優賞『サヨナラ』ナンシー梅木 - プレゼンター：アンソニー・クイン |
| 1969年 第42回 | “伝説の映画監督の秘密” - ナレーション：グレゴリー・ペック - 出演：黒澤明（0:26–）（2:13–）（3:31–）（5:19–） / フェデリコ・フェリーニ / ビリー・ワイルダー / イングマール・ベルイマン / デビッド・リーン / ジョン・シュレシンジャー / セルゲイ・ボンダルチュク / フランコ・ゼフィレッリ / マイク・ニコルズ |
| 1975年 第48回 | 外国語映画賞『デルス・ウザーラ』（黒澤明監督作） - 出席：松江陽一プロデューサー |
| 1985年 第58回 | 衣裳デザイン賞『乱』ワダ・エミ - 黒澤明（3:51–） - プレゼンター：オードリー・ヘプバーン 監督賞ノミネート『乱』黒澤明 - プレゼンター：バーブラ・ストライサンド 作品賞プレゼンター：黒澤明、ジョン・ヒューストン、ビリー・ワイルダー （受賞『愛と哀しみの果て』）【画像】 |
| 1987年 第60回 | 作曲賞『ラストエンペラー』坂本龍一、デヴィッド・バーン、蘇聡【画像】 - プレゼンター：パトリック・スウェイジ、ジェニファー・グレイ |
| 1989年 第62回 | アカデミー名誉賞 黒澤明【画像】 - 黒澤和子、黒澤久雄 - プレゼンター：スティーヴン・スピルバーグ、ジョージ・ルーカス |
| 1992年 第65回 | 衣裳デザイン賞『ドラキュラ』石岡瑛子 |
| 1998年 第71回 | 短編ドキュメンタリー賞『パーソナルズ～黄昏のロマンス～』伊比恵子 - プレゼンター：ベン・アフレック、マット・デイモン |
| 2002年 第75回 | 長編アニメーション賞『千と千尋の神隠し』宮崎駿（欠席） - プレゼンター：キャメロン・ディアス |
| 2003年 第76回 | 助演男優賞ノミネート『ラスト サムライ』渡辺謙 - プレゼンター：キャサリン・ゼタ＝ジョーンズ |
| 2003年 第76回 | 外国語映画賞ノミネート『たそがれ清兵衛』（山田洋次監督作） - 山田洋次、真田広之（1:49–） - プレゼンター：シャーリーズ・セロン |
| 2006年 第79回 | 助演女優賞ノミネート『バベル』菊地凛子【画像】 - プレゼンター：ジョージ・クルーニー 作曲賞受賞『バベル』グスターボ・サンタオラヤ - 菊地凛子（1:49–）（2:26–） - プレゼンター：ペネロペ・クルス、ヒュー・ジャックマン |
| 2006年 第79回 | 音響編集賞受賞『硫黄島からの手紙』バブ・アズマン、アラン・ロバート・マレー - 渡辺謙、南果歩（2:19–） 授賞式 エンディング - 渡辺謙、カトリーヌ・ドヌーブ：外国語映画賞50周年プレゼンター（3:04–） |
| 2008年 第81回 | 外国語映画賞『おくりびと』（滝田洋二郎監督作） - 滝田洋二郎、本木雅弘、広末涼子 - プレゼンター：リーアム・ニーソン、フリーダ・ピント / 司会：ヒュー・ジャックマン |
| 2008年 第81回 | 短編アニメーション賞『つみきのいえ』加藤久仁生 |
| 2014年 第87回 | アカデミー名誉賞 宮崎駿【画像】【授賞式画像1】【授賞式画像2】 プレゼンター：ジョン・ラセター - 宮崎駿（0:27–）（2:27–）（4:04–）、鈴木敏夫（4:23–） |
| 2016年 第89回 | ノミネートの紹介：渡辺謙 外国語映画部門 / 短編映画部門 |
| 2017年 第90回 | メイクアップ&ヘアスタイリング賞『ウィンストン・チャーチル/ヒトラーから世界を救った男』辻一弘【画像】 - プレゼンター：ガル・ガドット、アーミー・ハマー |
| 2019年 第92回 | メイクアップ&ヘアスタイリング賞『スキャンダル』カズ・ヒロ【画像】 - プレゼンター：レイ・ロマーノ、サンドラ・オー |
| 2021年 第94回 | 国際長編映画賞『ドライブ・マイ・カー』（濱口竜介監督作）【画像】 - 濱口竜介、西島秀俊、霧島れいか、岡田将生、山本晃久、大江崇允 - プレゼンター：シム・リウ、ティファニー・ハディッシュ 作品賞ノミネート『ドライブ・マイ・カー』山本晃久 - 西島秀俊、濱口竜介、岡田将生、霧島れいか（0:18–） - プレゼンター：レディー・ガガ、ライザ・ミネリ 第94回オスカー受賞者のヴィクトリー・ラップ：濱口竜介（0:04–）（1:33–） |
| 2023年 第96回 | 視覚効果賞『ゴジラ-1.0』山崎貴、渋谷紀世子、高橋正紀、野島達司 - プレゼンター：アーノルド・シュワルツェネッガー、ダニー・デヴィート プレス・ルーム・スピーチ：山崎貴、渋谷紀世子、高橋正紀、野島達司 |
| 2023年 第96回 | 長編アニメーション賞『君たちはどう生きるか』宮﨑駿、鈴木敏夫（欠席） - プレゼンター：クリス・ヘムズワース、アニャ・テイラー＝ジョイ プレス・ルーム・スピーチ：中島清文（スタジオジブリ） |

オスカー・ノミニーズ・ランチョン（Oscar Nominees Luncheon）
- ノミネートされた候補者が一堂に会する昼食会。

| 授賞式        | 招待者                                                                                |
| ------------- | ------------------------------------------------------------------------------------- |
| 2017年 第90回 | メイクアップ&ヘアスタイリング『ウィンストン・チャーチル』辻一弘（17:05–）             |
| 2017年 第90回 | 短編アニメ『ネガティブ・スペース』桑畑かほる（26:08–）（34:36–）                      |
| 2018年 第91回 | 外国語映画『万引き家族』是枝裕和（7:33–）                                             |
| 2018年 第91回 | 長編アニメ『未来のミライ』細田守（24:01–）                                            |
| 2019年 第92回 | メイクアップ&ヘアスタイリング『スキャンダル』カズ・ヒロ（辻一弘）（14:52–）（15:25–） |
| 2023年 第96回 | メイクアップ&ヘアスタイリング『マエストロ』カズ・ヒロ（6:42–）                        |
| 2023年 第96回 | 視覚効果『ゴジラ-1.0』野島達司、渋谷紀世子、高橋正紀、山崎貴（22:06–）                |
| 2023年 第96回 | 国際長編映画『PERFECT DAYS』ヴィム・ヴェンダース（日本代表作品）（24:53–）            |

オスカー・ウィーク（Oscar Week）
- ノミネートされた候補者を迎えてディスカッションが行われるイベント。

| 授賞式        | ディスカッション映像 |
| ------------- | --- |
| 2013年 第86回 | 長編アニメ『風立ちぬ』鈴木敏夫（1:21:28–）【画像】 |
| 2013年 第86回 | 短編アニメ『九十九』森田修平（7:00–）（23:19–）【画像1】【画像2】                                                                                                 |
| 2013年 第86回 | 長編ドキュメンタリー『キューティー＆ボクサー』ザカリー・ヘインザーリング、Lydia Dean Pilcher（4:40 - 、作品紹介 / 篠原有司男、篠原乃り子 夫妻のドキュメンタリー） |
| 2014年 第87回 | 長編アニメ『かぐや姫の物語』高畑勲、西村義明（1:22:05–）【画像】                                                                                                  |
| 2014年 第87回 | 短編アニメ『ダム・キーパー』堤大介、ロバート・コンドウ（17:18–）【画像】                                                                                          |
| 2015年 第88回 | 長編アニメ『思い出のマーニー』米林宏昌、西村義明（1:08:05–）【画像】                                                                                              |
| 2016年 第89回 | 長編アニメ『レッドタートル』鈴木敏夫（1:26:38–）【画像】 |
| 2017年 第90回 | 短編アニメ『ネガティブ・スペース』桑畑かほる、マックス・ポーター（4:19–）【画像1】【画像2】                                                                       |
| 2017年 第90回 | メイクアップ&ヘアスタイリング『ウィンストン・チャーチル』辻一弘（14:25–）【画像】                                                                                 |
| 2018年 第91回 | 外国語映画『万引き家族』是枝裕和（29:34–）（50:41–） |
| 2018年 第91回 | 長編アニメ『未来のミライ』細田守、齋藤優一郎（52:18–）（1:51:59–）                                                                                                |
| 2019年 第92回 | メイクアップ&ヘアスタイリング『スキャンダル』カズ・ヒロ（辻一弘）（16:57–）                                                                                       |
| 2021年 第94回 | 国際長編映画『ドライブ・マイ・カー』濱口竜介（41:07–）（42:25–）（51:09–）（1:00:48–）（1:15:30–）（1:22:50–）                                                    |

ノミニー・プログラム（Nominee Programs）
- アカデミー博物館で開催される、ノミネートされた候補者のパネルディスカッション。

| 授賞式        | ディスカッション映像                                                                                                 |
| ------------- | --- |
| 2023年 第96回 | 視覚効果『ゴジラ-1.0』山崎貴、渋谷紀世子、野島達司、高橋正紀（43:33–）                                               |
| 2023年 第96回 | 長編アニメ『君たちはどう生きるか』宮﨑駿、鈴木敏夫（ビデオメッセージ）（25:50–）                                     |
| 2023年 第96回 | 国際長編映画『PERFECT DAYS』ヴィム・ヴェンダース（日本代表作品）（31:27–）（35:00–）（47:57–）（55:37–）（1:14:15–） |
| 2023年 第96回 | メイクアップ&ヘアスタイリング『マエストロ』カズ・ヒロ（48:26–）                                                      |

ノミニーズ・ショーケース（Nominees Showcase）
| 授賞式        | 映像                                                                  |
| ------------- | --------------------------------------------------------------------- |
| 2023年 第96回 | 視覚効果『ゴジラ-1.0』山崎貴、高橋正紀、野島達司、渋谷紀世子（1:03–） |
| 2023年 第96回 | メイクアップ&ヘアスタイリング『マエストロ』カズ・ヒロ（1:30–）        |

マーク・デイヴィス セレブレーション・オブ・アニメーション（Marc Davis Celebration of Animation）
- アカデミーが開催するアニメーションの祝典。

| 開催年           | 招待者 / 映像 |
| ---------------- | --- |
| 2009年 (7月28日) | 宮崎駿、ジョン・ラセター - Hayao Miyazaki: Developing a Character / Creating a Villain / Depicting the Environment / Developing an Idea / Creating Original Work / Childhood Interests / The Future of Animation |